# Marathon de la baie du Mont-Saint-Michel
Le Marathon de la baie du Mont-Saint-Michel était une épreuve de course à pied de type marathon organisée annuellement depuis 1998 entre Cancale (Ille-et-Vilaine) et le mont Saint-Michel.
Le record est détenu par Patrick Tambwe alias Olivier Nsimba en 2 h 08 min 55 s (2004). Le record du nombre de victoires est également détenu par Patrick Tambwe, qui concourut sous trois nationalités différentes, zaïrien, congolais (sous le nom d'Olivier Nsimba) puis français.
En 2018, la course, propriété d'ASO depuis 2015, prend le nom officiel de Run In Mont Saint-Michel by Harmonie Mutuelle. La dernière édition a lieu l'année suivante.

## Histoire
Créé en 1998, le marathon du Mont-Saint-Michel prend le départ à Cancale (Ille-et-Vilaine) et s'achève au Mont-Saint-Michel, au terme de 42,195 km.
Il rassemble chaque année, en mai, quelques-uns des meilleurs coureurs de réputation internationale, auxquels se mêlent de nombreux amateurs, soit autour de 5 000 participants représentant une trentaine de nations. En 2011, 3 838 athlètes prennent part à l'épreuve, sur 4 574 inscrits , 3 670 en 2012 .
Les vainqueurs reçoivent 3 000 € .
Environ 1 200 bénévoles concourent à l'organisation de l'épreuve qui attire près de 100 000 spectateurs tout au long du parcours .
En 2015, l'Association du marathon du Mont-Saint-Michel cède pour trois ans l'organisation de la course à Amaury Sport Organisation (ASO), société spécialisée dans l'organisation de manifestations sportives comme le Tour de France cycliste, pour lui donner « une dimension internationale » .
En 2019, les organisateurs proposent quatre autres courses : le duo-marathon, le trail de l'archange (de Saint-Pair-sur-Mer au Mont-Saint-Michel) et le semi-marathon . Ils remplacent le parcours en ligne du semi-marathon avec arrivée au Mont-Saint-Michel par un parcours en boucle avec départ et arrivée à Pontorson, provoquant la déception chez de nombreux participants qui n'auront pas le Mont-Saint-Michel en ligne de mire .
Les éditions 2020 , 2021  sont annulés en raison de la pandémie de Covid-19, tandis que l'édition  2022 l'est en raison du désengagement du Département de la Manche.

## Éditions
| Édition | Date         | Vainqueur homme                   | Vainqueur femme                     | Nombre de participants |
| ------- | ------------ | --------------------------------- | ----------------------------------- | ---------------------- |
| Ire     | 21 juin 1998 | El-Hadi Moumou 2 h 21 min 01 s    | Solange Roué 3 h 03 min 18 s        |                        |
| IIe     | 20 juin 1999 | Luc Metto 2 h 19 min 20 s         | Gaëlle Houitte 2 h 47 min 19 s      |                        |
| IIIe    | 25 juin 2000 | Julius Sugut 2 h 14 min 22 s      | Judith Nagy 2 h 38 min 07 s         |                        |
| IVe     | 14 juin 2001 | Julius Sugut 2 h 12 min 37        | Valantina Lougenova 2 h 40 min 19 s |                        |
| Ve      | 16 juin 2002 | Patrick Tambwe 2 h 13 min 52 s    | Judith Nagy 2 h 38 min 20 s         |                        |
| VIe     | 22 juin 2003 | Nelson Lebo 2 h 16 min 08 s       | Corinne Raux 2 h 37 min 51 s        |                        |
| VIIe    | 20 juin 2004 | Olivier Nsimba 2 h 08 min 55 s    | Céline Cormerais 2 h 37 min 46 s    |                        |
| VIIIe   | 19 juin 2005 | Patrick Chumba 2 h 20 min 42 s    | Corinne Raux 2 h 40 min 30 s        |                        |
| IXe     | 17 juin 2006 | James Theuri 2 h 14 min 51 s      | Martha Komu 2 h 37 min 37 s         |                        |
| Xe      | 9 juin 2007  | Mark Morogo Saina 2 h 15 min 21 s | Elisabeth Chemnweno 2 h 39 min 20 s |                        |
| XIe     | 24 mai 2008  | Patrick Tambwe 2 h 16 min 40 s    | Laurence Klein 2 h 41 min 24 s      | 4 293 inscrits         |
| XIIe    | 17 mai 2009  | Jacob Kitur 2 h 15 min 12 s       | Elena Kozhevnikova 2 h 47 min 46 s  | 4 928 inscrits         |
| XIIIe   | 9 mai 2010   | Wilfried Cheseret 2 h 19 min 33 s | Svetlana Prétot 2 h 40 min 54 s     | 4 783 inscrits         |
| XIVe    | 29 mai 2011  | Jacob Kitur 2 h 11 min 00 s       | Svetlana Prétot 2 h 35 min 28 s     | 4 574 inscrits         |
| XVe     | 13 mai 2012  | Abraham Girma 2 h 11 min 51 s     | Gadisse Fita 2 h 36 min 56 s        | 3 670 inscrits         |
| XVIe    | 5 mai 2013   | Benjamin Bitok 2 h 12 min 16 s    | Daketo Ayantu 2 h 35 min 56 s       |                        |
| XVIIe   | 25 mai 2014  | Marius Kisperem 2 h 10 min 56 s   | Irène Mogaka 2 h 43 min 25 s        | 3 432 inscrits         |
| XVIIIe  | 31 mai 2015  | Eliud Magut 2 h 14 min 15 s       | Alemayehu Hayimanot 2 h 37 min 19 s | 4 420 inscrits         |
| XIXe    | 2016         | Moses Gaikarira 2 h 13 min 39 s   | Alemayehu Hayimanot 2 h 43 min 30 s | inscrits               |
| XXe     | 2017         | Lazarus Too 2 h 13 min 51 s       | Medina Deme 2 h 45 min 09 s         | inscrits               |
| XXIe    | 2018         |                                   |                                     |                        |
| XXIIe   | 26 mai 2019  | Moses Mwarur 2 h 17 min 17 s      | Faith Kipsum 2 h 42 min 31 s        |                        |